# سوفلور

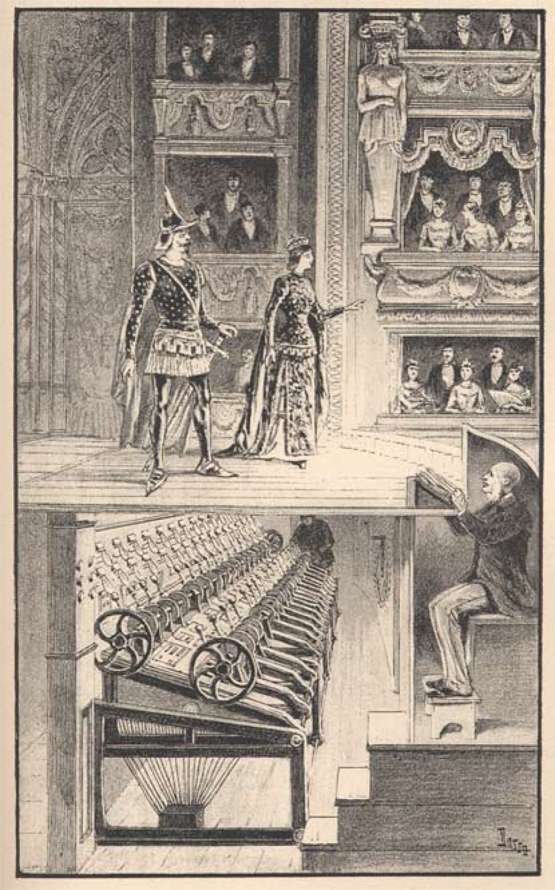
یک سوفلور در سده ۱۸

سوفلور (به فرانسوی: Souffleur) یا سخن‌رسان شخصی است که پشت صحنه نمایش تئاتر، جمله و عبارت‌های نمایشنامه و نوبت اجرا را به بازیگران یادآوری می‌کند. سوفلور در اغلب موارد در حفره‌ای واقع در جلوی صحنه جای می‌گیرد.

## واژه‌شناسی
سوفلور به زبان فرانسوی اسم فاعل از واژهٔ دم (دمیدن) یا نفس است.